# Intents Festival
Intents Festival is een drie dagen durend dancefestival, dat wordt gehouden nabij Sportpark d'n Donk in Oisterwijk. Het festival vindt doorgaans plaats in het laatste weekend van mei of het eerste weekend van juni. Het festival wordt georganiseerd door Intents Events BV en de meeste barmedewerkers op het festival zijn vrijwilligers. De voornaamste muziekstijlen op Intents Festival zijn hardstyle, freestyle en hardcore.
Intents Festival is door Festivalchart uitgeroepen tot beste dance-festival van 2015, 2017 en van 2018.

## Camping
Sinds 2014 biedt het festival de mogelijkheid tot overnachten op een naastgelegen festivalcamping, inclusief een pre-party op vrijdagavond. De camping heeft net als het festival ook een eigen thema en huisstijl, "IntentsCity" genaamd.

### Evacuatie
Tijdens Intents Festival 2015 werden 3000 bezoekers van de festivalcamping geëvacueerd naar een naastgelegen sporthal vanwege noodweer.
In 2024 werd de camping vanwege wateroverlast verkleind. Er werd een beroep gedaan op bezoekers met een campingticket om hun ticket te annuleren in ruil voor volledige compensatie, een gratis dagticket en een gegarandeerde plek voor de editie van 2025.

## Concepten
Op Intents Festival dragen de meeste area's de namen van verschillende concepten van Intents Festival:
- Outrageous (Freestyle)
- Dynamite (Hardcore)
- Relive (Early Hardstyle)
- Fanaticz (Raw Hardstyle)
- Bavaria Karnaval Festival Feestcafe (Nederlandstalig, carnaval- en feestmuziek)

In 2016 is elk concept van Intents Festival ook als los feest georganiseerd in de Leerfabriek KVL in Oisterwijk.
Sinds 2017 is Karnaval Festival een evenement wat tijdens carnaval wordt georganiseerd in Moergestel, waar hardstyle en carnavalsmuziek wordt gedraaid.

## Edities
| Jaar  | Datum              | Thema                    | Anthem                     | Anthem producer(s)                        |
| ----- | ------------------ | ------------------------ | -------------------------- | ----------------------------------------- |
| 2004  | 5 & 6 juni         |                          |                            |                                           |
| 2005  | 4 & 5 juni         |                          |                            |                                           |
| 2006  | 3 & 4 juni         |                          |                            |                                           |
| 2007  | 2 & 3 juni         |                          |                            |                                           |
| 2008  | 31 mei & 1 juni    |                          |                            |                                           |
| 2009  | 6 & 7 juni         | Natural Insanity         |                            |                                           |
| 2010  | 5 & 6 juni         | The Ultimate Universe    |                            |                                           |
| 2011  | 4 & 5 juni         | The Magical Mystery      | "The Magical Mystery"      | D-Block & S-Te-Fan                        |
| 2012  | 2 & 3 juni         | Control Our Nature       | "We Can Escape"            | Brennan Heart                             |
| 2013  | 1 & 2 juni         | Music Is Timeless        | "Back To History"          | Wildstylez                                |
| 2014  | 30 mei t/m 1 juni  | The Lost Treasure        | "The Hunt"                 | Ran-D                                     |
| 2015  | 5 t/m 7 juni       | The Funfair Of Madness   | "The Funfair of Madness"   | Radical Redemption                        |
| 2016  | 3 t/m 5 juni       | It's All In The Game     | "It's All In The Game"     | Coone & Hard Driver                       |
| 2017  | 26 t/m 28 mei      | Circus of Insanity       | "Circus of Insanity"       | Digital Punk & Adaro                      |
| 2018  | 1 t/m 3 juni       | The Ultimate Celebration | "The Ultimate Celebration" | D-Block & S-te-Fan & Frequencerz          |
| 2019  | 31 mei, 1 & 2 juni | Calling All Superheroes  | "Heroes of The Night"      | D-Sturb & Sub Zero Project                |
| 2020* | 5 t/m 7 juni       | Step Into The Game       | "Step Into The Game"       | KELTEK & B-Front                          |
| 2021* | 4 t/m 6 juni       | Step Into The Game       |                            |                                           |
| 2022  | 27 t/m 29 mei      | Step Into The Game       | "Intents HighScore"        | Da Tweekaz & Warface                      |
| 2023  | 2 t/m 4 juni       | Kingdom of Unity         | ''When Daylight Strikes''  | Brennan Heart & Phuture Noize             |
| 2024  | 31 mei t/m 2 juni  | Into The Wild            | "INTO THE WILD"            | Rooler & Atmozfears                       |
| 2025  | 30 mei t/m 1 juni  | Capital of Craziness     | "Capital Of Crazy"         | Sub Zero Project, Rebelion & Micah Martin |
| 2026  | 5 t/m 7 juni       |                          |                            |                                           |

*Livestream: Vanwege de uitbraak van het coronavirus werd de editie van 2020 verplaatst naar 2022 en op de oorspronkelijke datums een livestream georganiseerd. In 2020 was dat 'Experience the feeling of INTENTS - The Online Festival'